# Larger than life
|  | Denne artikel er oprettet af botten PalnaBot ud fra en ekstern database. Den kan derfor have sproglige fejl eller mangler. Denne skabelon kan fjernes efter kontrol af indholdet. |

Larger than life er en dansk dokumentarfilm fra 2003 skrevet og instrueret af Helle Ryslinge.

## Handling
Bombay er verdens største filmby og Indiens økonomiske kraftcenter. En endeløs metropol med et ukendt antal millioner beboere, der lever under meget forskellige forhold. Limen, der binder dette spraglede kludetæppe af Indiens etniske og religiøse grupper og sociale klasser sammen, er ifølge instruktør Helle Rysling den glødende nationalfølelse, cricket - og film! »Larger than Life« er en hyldest til indisk film, til dens musikalitet, sanseligheden, skønheden, energien og glæden ved selve mediet. En rejse ind i den indiske filmkulturs sjæl; de tætpakkede biografsale, rundt i gaderne, hvor film er synlig overalt, og bag kameraet, hvor vi møder superstjernerne Shah Rukh Khan og Manisha Koirala.